# 부자 (유제품)

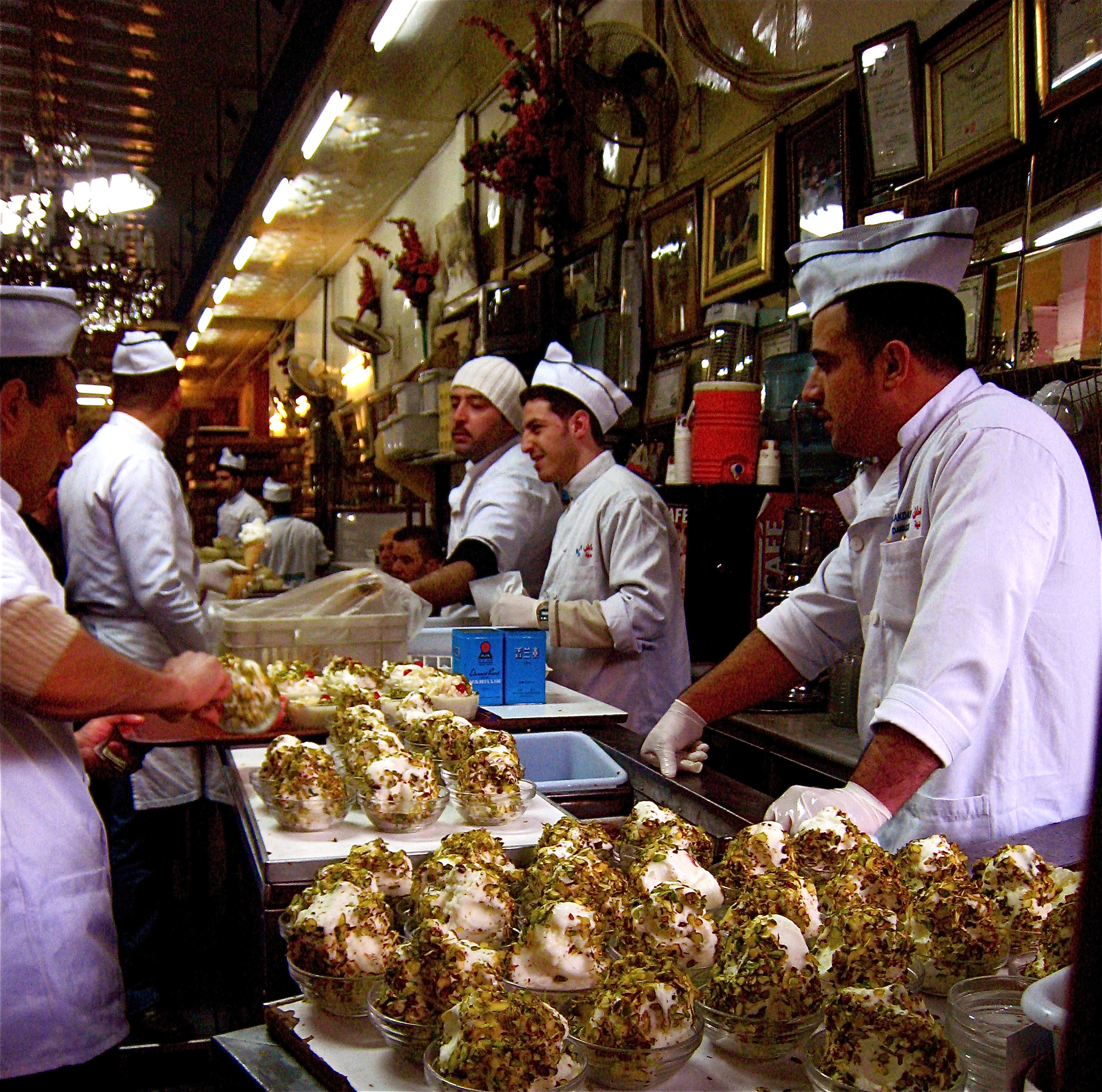
부자를 판매하는 상인

부자(아랍어: البوظة العربية, 영어: Booza)는 끈적끈적한 유제품의 하나이다. 중동에서 만들어졌으며 일반적인 아이스크림보다 더 높은 녹는 점을 가지고 있어서 사막이 많고 더운 중동 지방에서도 먹을 수 있다.
부자에는 살렙이라는 음료가 재료로 들어가는데 이 음료는 뜨거운 열에 아이스크림이 더 오랜 시간 녹지 않고 버틸 수 있게 해 준다. 살렙은 이 아이스크림의 터키식 버전인 돈두르마에도 들어간다.

## 소비와 문화
아이스크림의 준비는 판매자가 깊은 용기에 아이스크림을 준비 할 때, 그리고 질감이 어려울 때 아이스크림이 준비 될 때까지 아이스크림을 치고 노는 동안 나무로 만든 커다란 몰타를 사용하여 준비한다.
부자는 이스라엘 북부의 갈릴리 지방이나 시리아, 또는 레바논에서 매우 유명하다. 이라크에서는 각진 나무 막대로 부자를 먹는 것이 관례이다.

## 같이 보기
- 돈두르마
- 이라크 요리
- 유제품